# Arakeri, Bijapur
Arakeri là một làng thuộc tehsil Bijapur, huyện Bijapur, bang Karnataka, Ấn Độ.